# Collegio di Coatbridge and Bellshill
Coatbridge and Bellshill è un collegio elettorale scozzese della Camera dei Comuni del Parlamento del Regno Unito. Elegge un membro del Parlamento con il sistema first-past-the-post, ossia maggioritario a turno unico; il rappresentante del collegio, dal 2024, è il laburista Frank McNally.

## Estensione
Il collegio comprende i seguenti ward del Lanarkshire Settentrionale: Gartcosh, Glenboig and Moodiesburn, Stepps, Chryston and Muirhead, Coatbridge North, Coatbridge South, Coatbridge West e Thorniewood, e parte dei ward di Bellshill, Cumbernauld North e Mossend and Holytown.

## Membri del parlamento
| Elezione | Elezione | Deputato      | Partito   |
| -------- | -------- | ------------- | --------- |
|          | 2024     | Frank McNally | Laburista |

## Risultati elettorali

### Elezioni negli anni 2020
| Partito                    | Partito                    | Candidato                  | Risultati 4 luglio 2024 | Risultati 4 luglio 2024 |
| Partito                    | Partito                    | Candidato                  | Voti                    | %                       |
| -------------------------- | -------------------------- | -------------------------- | ----------------------- | ----------------------- |
|                            | Laburista                  | Frank McNally              | 19 291                  | 49,81                   |
|                            | SNP                        | Steven Bonnar              | 12 947                  | 33,43                   |
|                            | Reform UK                  | Fionna McRae               | 2 601                   | 6,72                    |
|                            | Conservatore               | Christina Sandhu           | 1 382                   | 3,57                    |
|                            | Verde                      | Patrick McAleer            | 1 229                   | 3,17                    |
|                            | Lib Dem                    | Emma Farthing              | 671                     | 1,73                    |
|                            | Famiglia Scozzese          | Leo Lanahan                | 429                     | 1,11                    |
|                            | Comunista                  | Drew Gilchrist             | 181                     | 0,47                    |
|                            |                            |                            |                         |                         |
| Iscritti                   | Iscritti                   | Iscritti                   | 72 667                  | 100,00                  |
| ↳ Votanti (% su iscritti)  | ↳ Votanti (% su iscritti)  | ↳ Votanti (% su iscritti)  | 38 731                  | 53,30                   |
| ↳ Astenuti (% su iscritti) | ↳ Astenuti (% su iscritti) | ↳ Astenuti (% su iscritti) | 33 936                  | 46,70                   |